# Arnaud Courteille
Arnaud Courteille (* 13. März 1989 in Saint-Hilaire-du-Harcouët) ist ein ehemaliger französischer Radrennfahrer.

## Werdegang
Courteille wurde 2008 französischer Meister im Straßenrennen der U23-Klasse. Er gewann 2010 eine Etappe der Troféu Cidade da Guarda-Grande Prémio Portugal. Am Ende des Jahres 2009 fuhr er als Stagiaire beim französischen UCI ProTeam Française des Jeux, bei dem er 2011 einen regulären Vertrag erhielt. Bis 2017 bestritt er beginnend mit der Vuelta a España 2012 sieben Grand Tours, von denen er vier beendete. Für sein Team wurde er häufig für Helferaufgaben eingesetzt, ein eigener Erfolg blieb ihm in dieser Zeit verwehrt.
Zur Saison 2018 wechselte Courteille zum Professional Continental Team Vital Concept Cycling Club. Sein einziger Erfolg für das neue Team blieb der Gewinn der Bergwertung bei der Tour de Yorkshire 2019. Im September 2020 stürzte er beim Paris–Camembert und musste die Saison wegen eines Schlüsselbeinbruchs, dem fünften seiner Karriere, abbrechen. Mit 31 Jahren beschloss er, seine Karriere zum Ende der Saison zu beenden und kündigte an, sein Studium im Bereich Sport wieder aufzunehmen.

## Erfolge
2007
- Gesamtwertung und eine Etappe Ronde des Vallées

2008
- Französischer Meister – Straßenrennen (U23)

2010
- eine Etappe Troféu Cidade da Guarda-Grande Prémio Portugal

2012
- Bergwertung Circuit Cycliste Sarthe

2019
- Bergwertung Tour de Yorkshire

## Grand-Tour-Platzierungen
| Grand Tour            | 2012 | 2013 | 2014 | 2015 | 2016 | 2017 |
| --------------------- | ---- | ---- | ---- | ---- | ---- | ---- |
| Giro d’ItaliaGiro     | –    | –    | DNF  | 124  | 136  | –    |
| Tour de FranceTour    | –    | –    | –    | –    | –    | –    |
| Vuelta a EspañaVuelta | 154  | 132  | –    | DNF  | –    | 103  |